# Vivario
Vivario (korziško Vivariu) je naselje in občina v francoskem departmaju Haute-Corse regije - otoka Korzika. Leta 2004 je naselje imelo 503 prebivalce.

## Geografija
Kraj leži v osrednjem delu otoka Korzike znotraj naravnega regijskega parka Korzike, 20 km južno od Cort.

## Uprava
Občina Vivario skupaj s sosednjimi občinami Casanova, Muracciole, Poggio-di-Venaco, Riventosa, Santo-Pietro-di-Venaco  in Venaco sestavlja kanton Venaco s sedežem v Venacu. Kanton je sestavni del okrožja Corte.

## Zanimivosti
- župnijska cerkev sv. Petra v verigah,
- ruševine trdnjav Fort de Vivario in Fort de Vizzavona, francoski zgodovinski spomenik.